# エゾスカシユリ

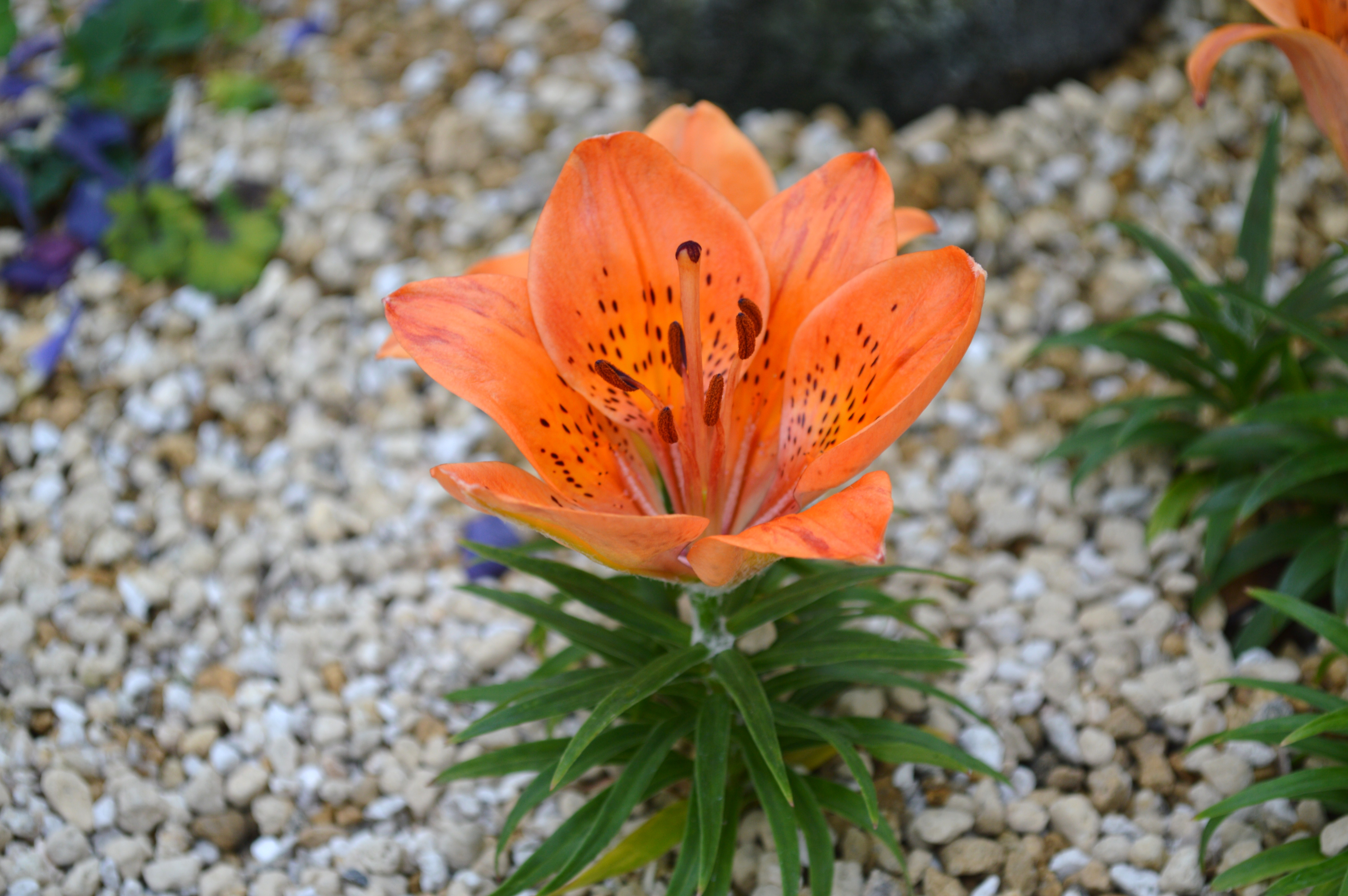
草丈10cm程度の礼文姫

エゾスカシユリ（蝦夷透百合、L. pensylvanicum、シノニムLilium maculatum subsp. dauricum, L. dauricum, L. sachalinense）はユリ科ユリ属の植物。スカシユリの近縁種であり、スカシユリ亜属のひとつとして分類されることもある。
北海道、樺太、シベリア、中国北東部などに分布する多年草で、花期は6月中旬〜7月頃。草丈は20〜90cm程度で花色は主に橙色。花弁は6枚ほどで構成され、濃橙色の斑点が内側にある。また、花弁の根元部分が細くなっており隙間があり、このことが和名にあるスカシの由来である。
道東、道北では、原生花園に限らず、各地で見ることができる。別海町野付半島では、7月にはエゾスカシユリの花畑でタンチョウの群れが戯れ、その姿を求めてカメラマンが多く訪れる。北海道の斜里郡小清水町と古宇郡泊村が、エゾスカシユリを町村の花に制定している。

## 利用
アイヌ料理では鱗茎を調理して食する。秋に鱗茎を掘り出し、食べられない芯の部分を除いてから鱗片をほぐし、洗ってから米と混ぜて炊くという調理方法がとられる。
この鱗茎を北海道西部のアイヌ語方言ではマサロルンペ（masarorumpe）、北海道東部の方言ではイマキパラ（imakipara）またはイマキパラプ（imakiparap）、樺太の方言ではエノンカイ（enonkay）と呼ぶ。クルマユリの鱗茎も同様に調理して食される。

## 群生地
日本
- ワッカ原生花園 - 日本最大の群生地。
- 小清水原生花園
- 以久科原生花園

## 切手における図案化
2004年発行のふるさと切手「北海道遺産II」（ワッカ原生花園）では、エゾスカシユリが大きく描かれている。